# 萬寶盛華

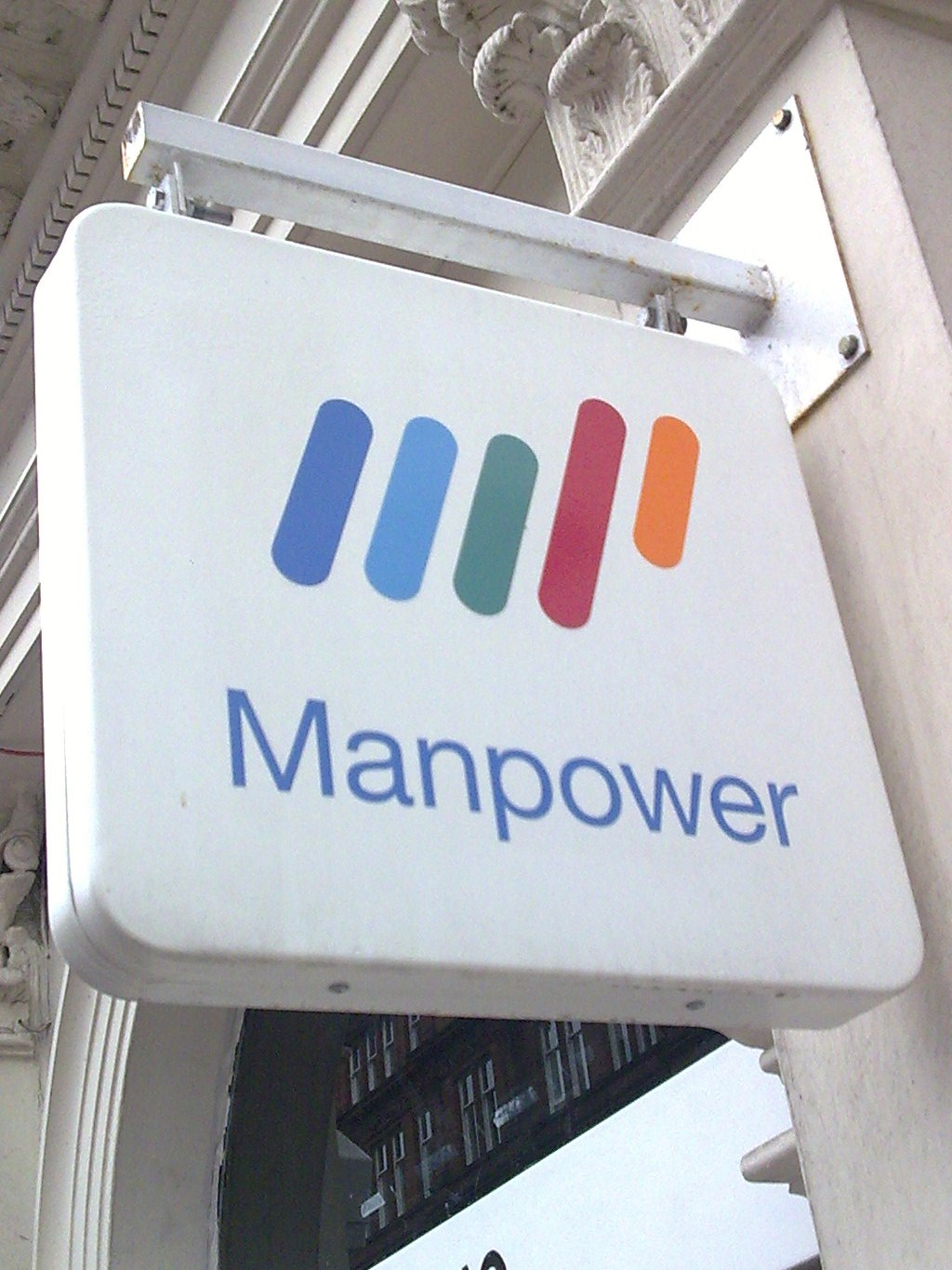
公司logo

萬寶華股份有限公司，簡稱萬寶華（：MAN），是在1948年由美國商人埃爾墨·威特和亞倫·施特富（Aaron Scheinfeld）創立。其主要提供一站式臨時工、技術職位等工作。總部位於美國威斯康辛州密爾沃基。現時董事長及首席執行官杰弗里·安·祖爾斯。

## 历史
1948年创建于美国威斯康辛州密尔沃基，在1986年被英國藍箭集團收購，但到了1991年，再次獨立公司。
2019年6月尾，旗下萬寶盛華大中華分拆在2019年7月10日於港交所主板上市。全球發售定價為9.9至12.6港元，發行股份5000萬股，集資額為5.077億港元，用作於進一步擴大業務規模及市場份額；投資研發、增強技術能力及發展數字人力資源平台； 尋求策略性併購活動； 進一步投資品牌建設及數字營銷；及一般企業用途或營運資金。

## 外部連結
- 萬寶華股份有限公司 （页面存档备份，存于）
- 万宝盛华集团（中国） （页面存档备份，存于）
- 萬寶華人力銀行（台灣） （页面存档备份，存于）

1. 1 2 3 4   (PDF). ManpowerGroup.   [2017-08-02]. （原始内容存档 (PDF)于2017-05-10）.
2. ↑   (PDF).   [2019-10-13]. （原始内容存档 (PDF)于2019-10-13）.
3. ↑   (PDF).   [2019-10-13]. （原始内容存档 (PDF)于2020-11-27）.
4. ↑  萬寶盛華看準大中華人力資源缺口出擊 （页面存档备份，存于）信報，2019年6月28日
5. ↑  萬寶盛華業務獨特/高 飛 （页面存档备份，存于）大公報，2019年7月2日
6. ↑  美獵頭公司分拆 萬寶盛華入場費3182元 （页面存档备份，存于）明報，2019年6月28日